# أوليفر ولكت
أوليفر ولكت الابن (بالإنجليزية: Oliver Wolcott Jr.)‏ (و. 1760 – 1833 م) هو قاض، ومحام من الولايات المتحدة الأمريكية ولد في ليتشفيلد.
تولى منصب وزير الخزانة الأمريكي وكان الحاكم الاربع والعشرين على ولاية كونيكتيكت. وهو عضو في الحزب الفيدرالي الأمريكي .

## التعليم
تعلم في جامعة ييل.

## روابط خارجية
- أوليفر ولكت على موقع الموسوعة البريطانية (الإنجليزية)
- أوليفر ولكت على موقع إن إن دي بي (الإنجليزية)